# George Chalmers

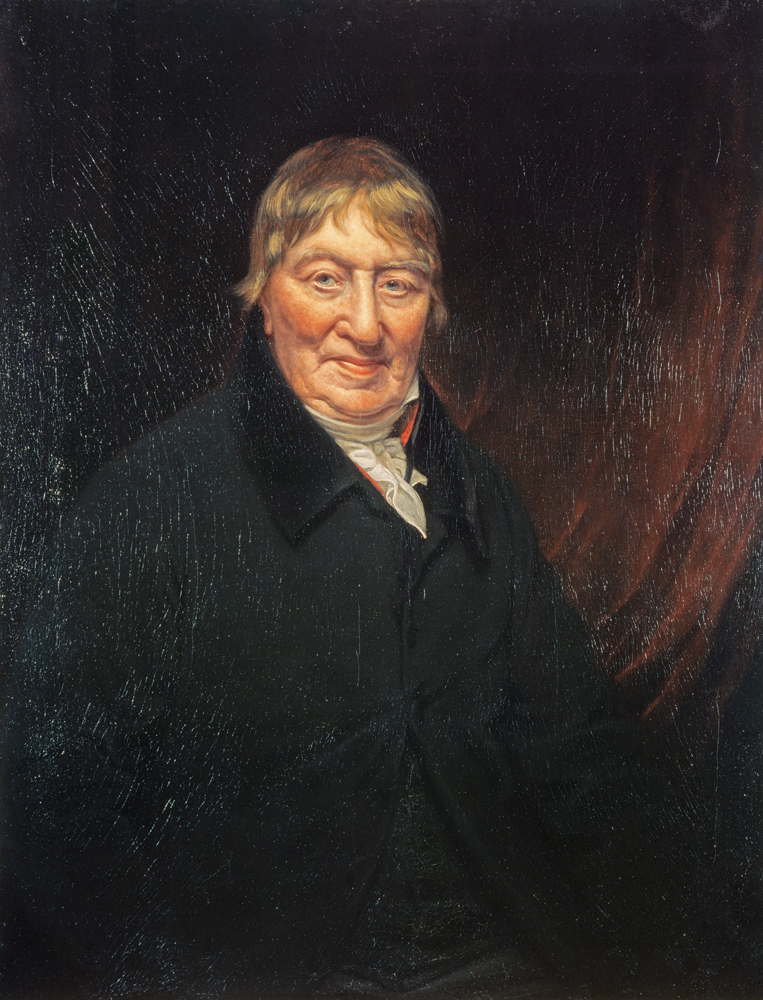
George Chalmers, porträtiert 1824 von James Tannock

George Chalmers (* 1742 bei Fochabers in Schottland; † 31. Mai 1825 in London) war ein schottischer Historiker, Biograph und politischer Essayist.

## Leben
Chalmers studierte in Aberdeen und Edinburgh die Rechtswissenschaften und wanderte anschließend nach Baltimore aus, wo er zehn Jahre als Rechtsanwalt tätig war. 1776, beim Ausbruch des Unabhängigkeitskrieges, kehrte der bekennende Royalist nach Großbritannien zurück und erhielt schließlich eine Stelle beim Board of Trade, die er bis zu seinem Tode ausfüllte.
Chalmers verfasste zahlreiche Biografien sowie Werke zur politischen Situation in Großbritannien und in den ehemaligen britischen Kolonien Nordamerikas.
Als Chalmers Hauptwerke gelten Caledonia, eine topographische und historische Beschreibung Großbritanniens, von deren vier geplanten Bänden er drei vollendete, sowie die Biografie Life of Mary, Queen of Scots, worin er Partei für Maria Stuart nahm. Von beiden Werken liegen zeitgenössische deutsche Übersetzungen vor.

## Werke
- Political annals of the united colonies from their settlement till 1763. 2 Bände. Boston 1845
- Estimate of the Comparative Strength of Great Britain, during the present and four preceding reigns. London 1782
  - Deutsche Ausgabe: Schätzung der verhältnißmäßigen Stärke von Großbritannien, während der gegenwärtigen und der vier vorhergehenden Regierungen, und des Verlustes seines Handels in einem jeden Kriege seit der Statsveränderung [sic]. Aus dem Englischen, mit einigen Anmerkungen, von Valentin August Heinze, der Weltweisheit Doktor und Professor zu Kiel. Friedrich Nicolai, Berlin 1786, urn:nbn:de:bvb:12-bsb10279001-0.
- Biografien von
  - Daniel Defoe (1790)
  - Thomas Ruddiman (1794)
  - Allan Ramsay (1806)
  - David Lyndsay (1806)
  - Thomas Churchyard
  - James Stewart
  - Thomas Paine (veröffentlicht unter dem Pseudonym Francis Oldys)
- Die Hauptwerke sind
  - Caledonia. Historische und geographische Beschreibung von Großbritannien. (London 1807–1824)
  - Life of Mary, Queen of Scots. 3 Bände. 1822